# Nymphoides geminata
Nymphoides geminata là một loài thực vật có hoa trong họ Menyanthaceae. Loài này được (R. Br.) Kuntze mô tả khoa học đầu tiên năm 1891.